# Maarten Grobbe

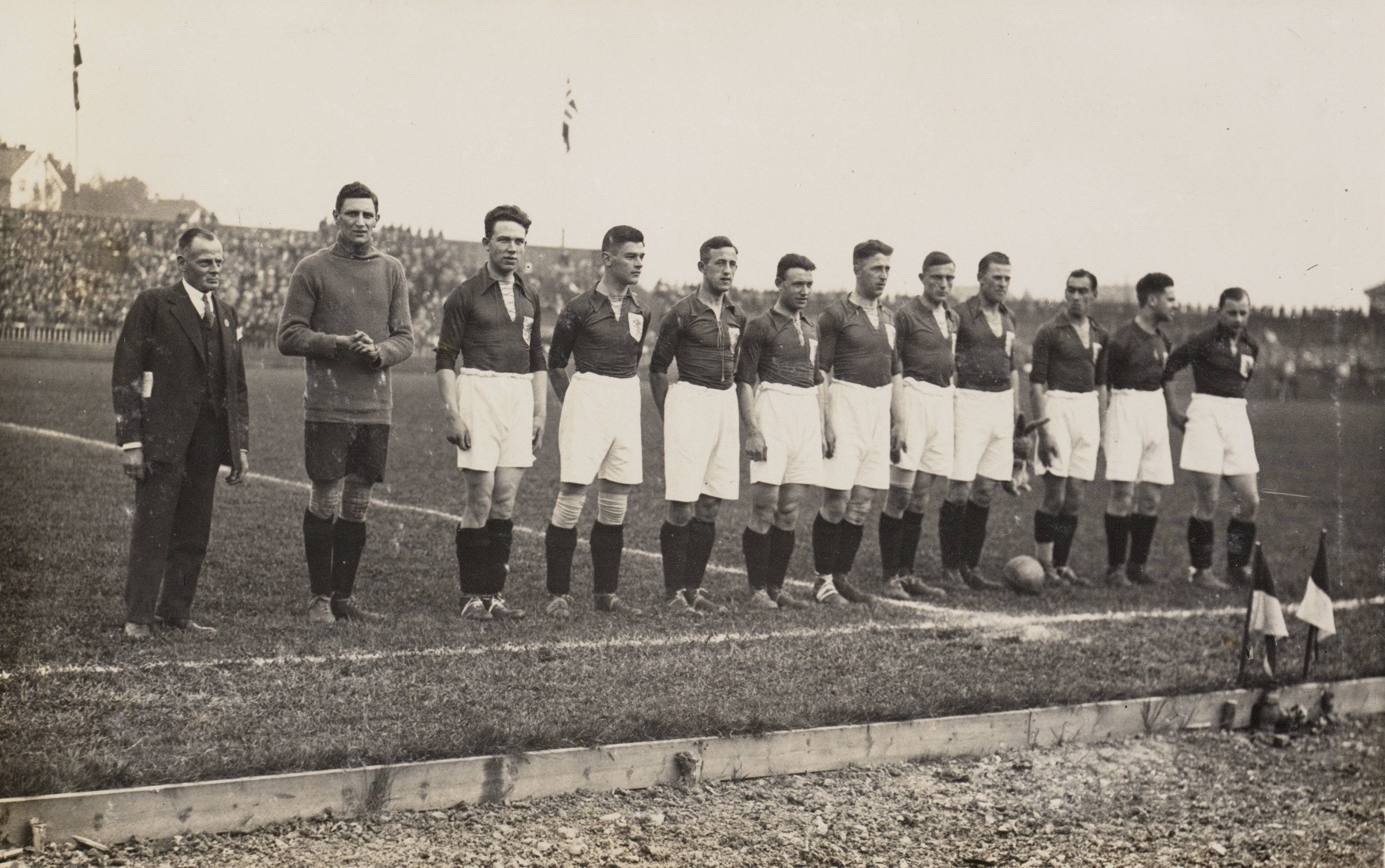
Maarten Grobbe (3. von Links) in 1929

Maarten Grobbe (* 7. September 1901 in Zwolle; † 13. Mai 1961) war ein niederländischer Fußballspieler. 1928/29 spielte er zweimal in der niederländischen Nationalmannschaft.

## Karriere
Der Verteidiger spielte in den 1920er Jahren für Excelsior Rotterdam. Gemeinsam mit Gerrit Nagels vom Sportclub Enschede debütierte Grobbe am 14. Juni 1928 in der Nederlands elftal. Er war damit der erste Spieler, den Excelsior für die A-Nationalmannschaft abstellte. Das Freundschaftsspiel gegen Ägypten, das vier Tage zuvor gegen Italien das Spiel um Platz drei bei den Olympischen Spielen mit 3:11 verloren hatte, fand in Rotterdam statt, einen Tag nachdem sich im Wiederholungsspiel des Finales der Olympischen Spiele im Amsterdamer Olympiastadion Uruguay und Argentinien gegenübergestanden hatten. Die Niederlande verloren gegen die Nordafrikaner 1:2; den Anschlusstreffer in der 74. Minute markierte Grobbe. Auf seinen nächsten Auftritt in Oranje musste er dennoch ein Jahr warten; erst im Juni 1929 stand er wieder im Kader der Elftal. In Amsterdam fand am 4. Juni 1929 ein inoffizielles Länderspiel gegen Schottland statt, das die Niederländer – mit Grobbe – 0:2 verloren. Anschließend ging er mit der Mannschaft auf eine Freundschaftsspielreise nach Skandinavien. Im ersten Spiel gegen Schweden saß er nur auf der Bank. Im zweiten Spiel, einem 4:4 in Oslo gegen Norwegen, kam er zu seinem zweiten und letzten offiziellen Einsatz in der Nationalelf, bei dem er kein weiteres Tor erzielte.